# Mats Hummels
Mats Julian Hummels (sinh ngày 16 tháng 12 năm 1988) là một cựu cầu thủ bóng đá từng chơi ở vị trí trung vệ.
Anh ấy đã trải qua đào tạo tại học viện trẻ của Bayern Munich trước khi gia nhập Borussia Dortmund theo dạng cho mượn vào tháng 1 năm 2008 và chính thức ký hợp đồng với Dortmund vào tháng 2 năm 2009 với giá 4 triệu euro. Anh ấy đã tái gia nhập Bayern vào năm 2016 với mức phí không được tiết lộ và được bán lại cho Dortmund ba năm sau đó, sau khi đã giành được Bundesliga trong tất cả các mùa giải của mình tại Munich. Anh đã có hơn 500 lần ra sân tổng cộng cho Dortmund, giành được hai danh hiệu Bundesliga và về nhì hai lần tại UEFA Champions League vào năm 2013 và 2024.
Hummels là thành viên của đội tuyển quốc gia Đức kể từ năm 2010, đã có hơn 70 lần khoác áo đội tuyển cho đến nay và đại diện cho Đức tại FIFA World Cup 2014 và FIFA World Cup 2018 thuộc khuôn khổ FIFA World Cup, và tại UEFA Euro là UEFA Euro 2012, UEFA Euro 2016 và UEFA Euro 2020.

## Sự nghiệp câu lạc bộ

### Bayern Munich: 2006–2008
Hummels là sản phẩm đến từ học viện bóng đá của Bayern Munich, lần đầu tiên gia nhập câu lạc bộ khi mới sáu tuổi. Anh đã ký hợp đồng chuyên nghiệp đầu tiên vào ngày 19 tháng 12 năm 2006, cho đến năm 2010. Vào ngày 19 tháng 5 năm 2007, trong trận đấu cuối cùng của mùa giải, anh đã chơi trận Bundesliga đầu tiên của mình với đội một trong trận thắng 5–2 trên sân nhà trước 1. FSV Mainz 05. Anh cũng đã chơi cho đội dự bị. Anh ấy đã chơi một trận tại mùa giải 2005–06, 31 trận đấu trong mùa giải 2006–07,  và 10 trận đấu trong mùa giải 2007–08.

### Borussia Dortmund: 2008–2016

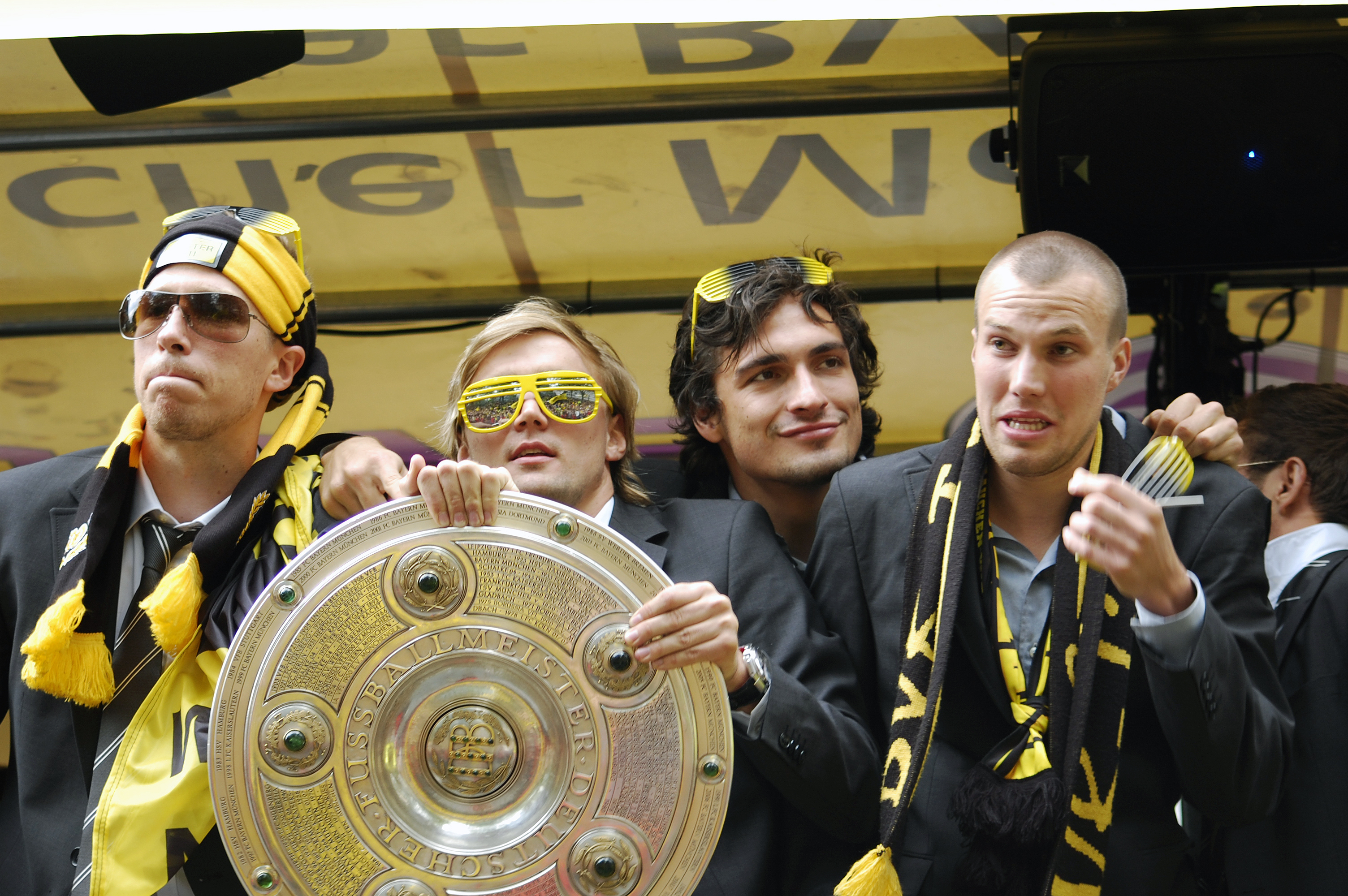
Các cầu thủ của Borussia Dortmund (từ trái sang phải: Marco Stiepermann, Marcel Schmelzer, Mats Hummels và Kevin Großkreutz) ăn mừng chức vô địch Bundesliga vào năm 2011.

Vào tháng 1 năm 2008, Hummels gia nhập Borussia Dortmund, ban đầu là theo dạng cho mượn. Anh kết thúc mùa giải 2007–08 với 16 trận đấu. Trong mùa giải thi đấu trọn vẹn đầu tiên, anh nhanh chóng khẳng định mình là sự lựa chọn hàng đầu, khi anh thường đá cặp với Neven Subotić mới ký hợp đồng, nhưng cũng bỏ lỡ phần lớn những tháng cuối cùng vì chấn thương. Vào cuối mùa giải 2007–08, anh đã để thua trận chung kết đầu tiên với Dortmund trong trận thua 1–2 trước câu lạc bộ cho anh mượn Bayern Munich trong trận trận chung kết DFB-Pokal. Vào tháng 2 năm 2009, anh đã chính thức ký hợp đồng với câu lạc bộ với mức giá 4 triệu euro. Vào mùa hè năm 2008, anh đã giành được chiếc cúp đầu tiên cùng Borussia Dortmund trong trận đấu Siêu cúp Đức giữa Dortmund và Bayern Munich, trận đấu mà Dortmund đã giành chiến thắng với tỷ số 2–1. Anh đã kết thúc mùa giải 2008–09 với một bàn thắng trong 14 trận đã đấu. Trong mùa giải tiếp theo, Hummels ghi được năm bàn thắng trong 33 trận đấu.

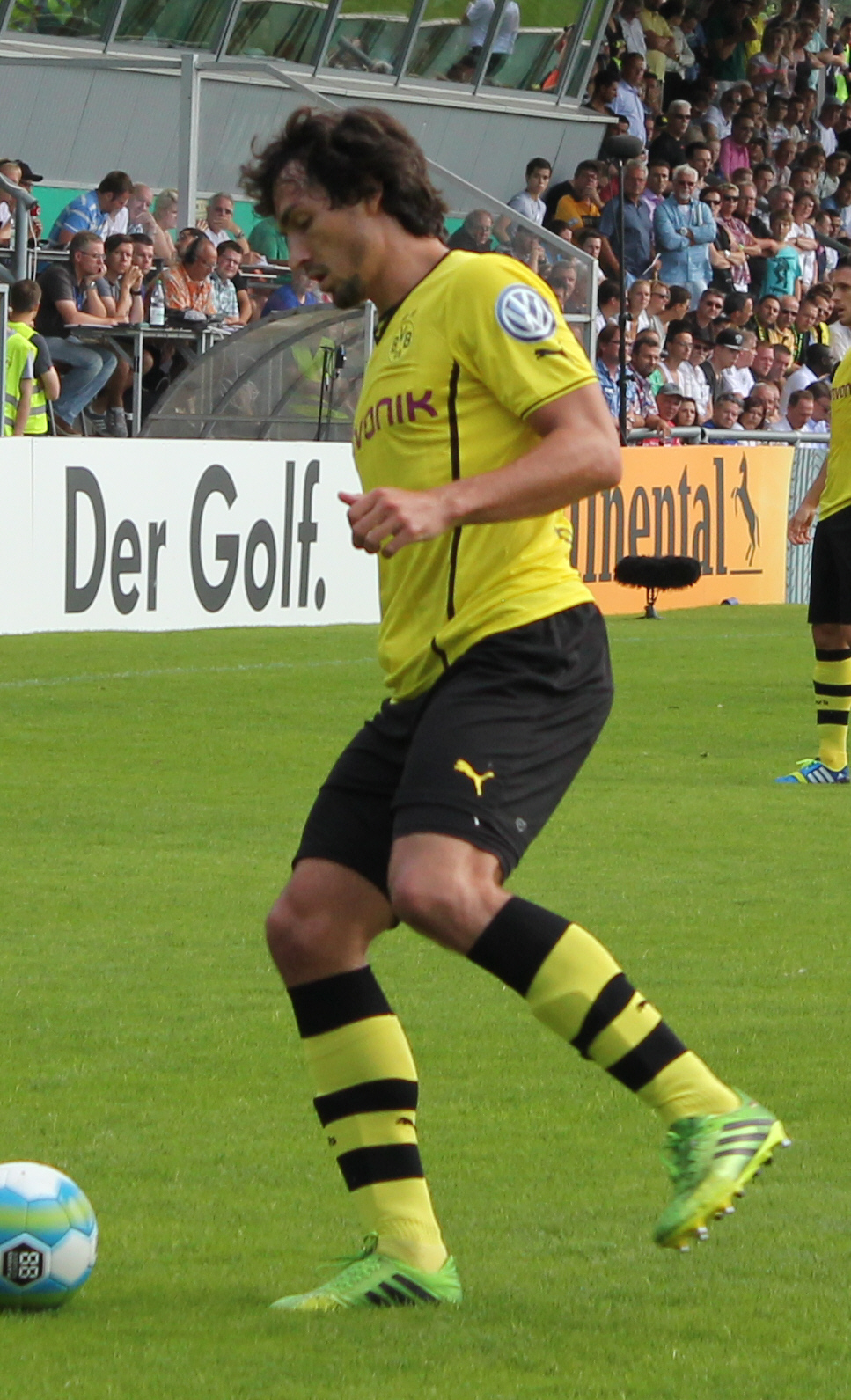
Hummels chơi cho Borussia Dortmund năm 2013

Mùa giải 2010–11 của Borussia Dortmund đã mang lại nhiều thành công hơn cho Hummels. Anh là trung vệ được lựa chọn đầu tiên và thường xuyên, một lần nữa được ghép đôi với Subotić. Bộ đôi này đã giúp Dortmund đạt được thành tích phòng ngự tốt nhất tại mùa giải 2010–11, khi đội giành chức vô địch. Màn trình diễn của Hummels trong mùa giải đó cho thấy chất lượng tuyệt vời trong các pha tắc bóng, chọn vị trí, chuyền bóng và bình tĩnh. Anh nhận được lời khen ngợi từ các chuyên gia và huấn luyện viên, và được coi là một trong những hậu vệ xuất sắc nhất tại Bundesliga và châu Âu. Hummels kết thúc mùa giải 2010–11 với sáu bàn thắng trong 42 trận đấu.
Trong mùa giải 2011–12 Hummels đã thua trong trận DFL-Supercup trước đối thủ FC Schalke 04 sau loạt sút luân lưu.
Tuy nhiên, Hummels đã giành chức vô địch Bundesliga lần thứ hai trong mùa giải 2011–12 khi Dortmund lập kỷ lục Bundesliga với số điểm cao nhất trong một mùa giải Bundesliga với 81 điểm. Hummels đã ghi một bàn thắng trong chiến thắng 5–2 của Dortmund trước Bayern trong trận chung kết Cúp bóng đá Đức 2012 khi đội hoàn thành cú đúp danh hiệu. Vào ngày 3 tháng 6 năm 2012, Hummels đã ký một hợp đồng mới sẽ giữ anh ở Dortmund cho đến mùa hè năm 2017. Trong mùa giải đó, anh đã ghi bàn thắng đầu tiên của mình tại UEFA Champions League bằng một quả phạt đền vào lưới Olympique Marseille trong một trận đấu vòng bảng để nâng tỷ số lên 2–0.
Năm 2012, anh lại một lần nữa để thua trong trận chung kết DFL-Supercup với tỷ số 2–1 trước Bayern Munich.
Hummels ghi bàn thắng thứ hai tại Champions League trong trận lượt đi vòng 16 đội tại mùa giải 2012–13 của giải đấu, cân bằng tỷ số vào phút cuối bằng cú đánh đầu vào lưới Shakhtar Donetsk.
Vào ngày 25 tháng 5 năm 2013, Hummels có mặt trong đội hình Borussia Dortmund bị Bayern Munich đánh bại 2–1 vào phút cuối tại Sân vận động Wembley, London, trong trận chung kết UEFA Champions League 2013.
Vào ngày 27 tháng 7 năm 2013, Hummels có mặt trong đội hình Borussia Dortmund giành chiến thắng 4–2 trước Bayern Munich để giành chức vô địch DFL-Supercup chính thức đầu tiên của mình. Một năm sau, vào ngày 13 tháng 8 năm 2014, anh tiếp tục giành chức vô địch DFL-Supercup thứ hai trong chiến thắng 2–0 trước Bayern Munich sau khi để thua 2–0 trong trận chung kết Cúp bóng đá Đức 2014 trước Bayern Munich ba tháng trước đó.
Vào cuối mùa giải, Hummels đã cùng với đồng đội lọt vào trận chung kết Cúp bóng đá Đức 2015 sau chiến thắng trước Bayern Munich bằng loạt sút luân lưu ở bán kết. Borussia Dortmund đã để thua trận chung kết với tỉ số 1–3 trước đội á quân Bundesliga là VfL Wolfsburg.
Hummels kết thúc mùa giải của mình tại câu lạc bộ với hai bàn thắng trong 32 trận đấu được chơi trong mùa giải 2014–15 và ba bàn thắng trong 50 trận đấu diễn ra trong mùa giải 2015–16.
Trong màu áo Borussia Dortmund, anh đã lọt vào tứ kết UEFA Europa League 2015–16 - gần như lọt vào bán kết sau trận thua 3–4 vào phút cuối tại sân khách Anfield sau khi dẫn trước hai bàn trong trận lượt về tới hai lần.
Anh đã chơi cho Dortmund trong trận chung kết Cúp bóng đá Đức 2016 với Bayern Munich ngay sau khi xác nhận rằng anh sẽ gia nhập Bayern cho mùa giải tiếp theo. Sau trận đấu, Dortmund thua trên chấm phạt đền, huấn luyện viên Thomas Tuchel đã công khai chỉ trích cầu thủ này. Hummels đã yêu cầu được thay ra trong trận đấu, do bị rách cơ bắp chân.

### Trở lại Bayern Munich

#### Mùa giải 2016–17
Vào ngày 10 tháng 5 năm 2016, Hummels đã được xác nhận sẽ trở lại Bayern Munich từ ngày 1 tháng 7, ký hợp đồng có thời hạn 5 năm. Mức phí không được tiết lộ, BBC trích dẫn các báo cáo cho rằng con số này là 30 triệu bảng Anh. Anh ra mắt Bayern vào ngày 14 tháng 8 năm 2016 trong trận DFL-Supercup gặp đội bóng cũ Dortmund, đội của anh đã giành chiến thắng với tỷ số 2–0. Vào ngày 20 tháng 8, Hummels ghi bàn thắng đầu tiên cho câu lạc bộ trong chiến thắng 5–0 trước Carl Zeiss Jena trong vòng đầu tiên của DFB-Pokal. Vào ngày 26 tháng 11, Hummels ghi bàn thắng đầu tiên tại giải đấu cho câu lạc bộ trong chiến thắng 2–1 trước Bayer Leverkusen. Vào ngày 24 tháng 9, Hummels bị chấn thương đầu gối phải ngay trước giờ nghỉ giải lao và phải rời sân trong trận thắng 1–0 trước Hamburger SV. Anh đã trở lại với vai trò là cầu thủ dự bị trong hiệp hai trong trận thua 1–0 trước Atlético Madrid vào ngày 29 tháng 9.
Vào ngày 9 tháng 4 năm 2017, Hummels đã bỏ lỡ trận tứ kết lượt đi Champions League với Real Madrid sau khi bị chấn thương mắt cá chân trong khi tập luyện. Anh đã không hoàn toàn bình phục sau chấn thương và phải chơi trận lượt về với Real Madrid ở vị trí hậu vệ. Javi Martínez đã nhận thẻ đỏ ở trận lượt đi và không còn cầu thủ dự bị nào ở vị trí trung vệ nữa; trận đấu kết thúc với thất bại 4–2 cho đội của anh ấy khi họ bị loại khỏi giải đấu năm ấy. Vào ngày 26 tháng 4, Hummels ghi bàn vào lưới câu lạc bộ cũ Borussia Dortmund trong trận thua 2–3 ở bán kết DFB-Pokal. Hummels chơi cùng với đồng đội tại đội tuyển Đức là Jérôme Boateng trong suốt cả mùa giải. Hummels kết thúc mùa giải 2016–17 với ba bàn thắng trong 42 trận đã chơi.
Trong thời gian này, Hummels là một phần trong sự hợp tác giữa Hiệp hội bóng đá Đức và Tập đoàn LEGO, những người đã phát hành một loạt nhân vật sưu tầm độc quyền tại Châu Âu vào tháng 5 năm 2016, với Hummels là nhân vật thứ tư trong số mười sáu nhân vật trong bộ sưu tập.

#### Mùa giải 2017–18

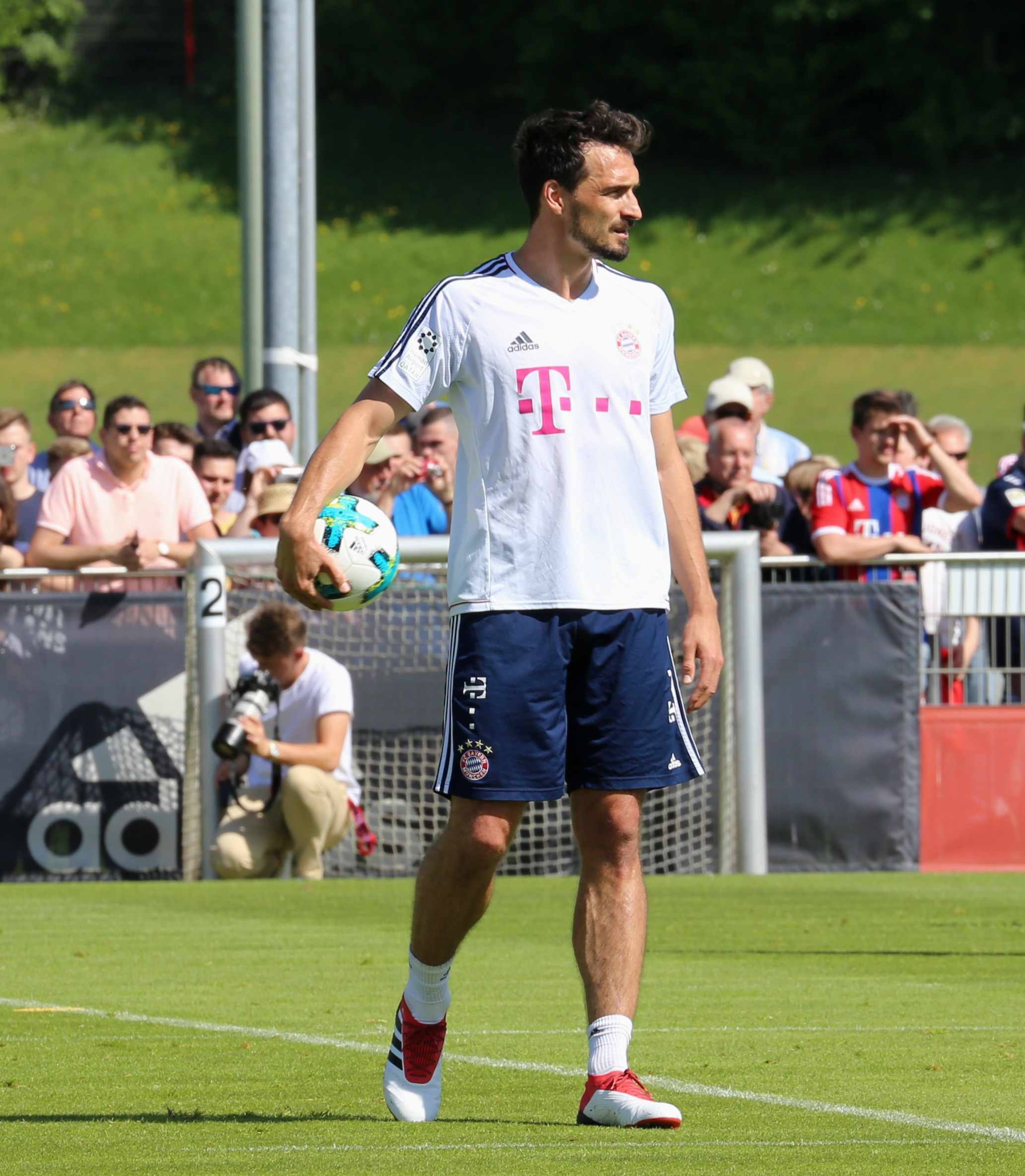
Hummels tập luyện cùng Bayern Munich

Vào ngày 5 tháng 8 năm 2017, Hummels đã bắt đầu mùa giải theo cách ấn tượng khi đánh bại Borussia Dortmund để giành chức vô địch Siêu cúp Đức trong loạt sút luân lưu khi trận đấu kết thúc với tỷ số 2–2 sau hiệp phụ. Anh ghi bàn thắng đầu tiên của mùa giải trong chiến thắng 5–0 trước Chemnitzer FC ở vòng đầu tiên của DFB-Pokal vào ngày 12 tháng 8. Vào ngày 1 tháng 10, Hummels ghi một bàn thắng trong trận hòa 2–2 trước Hertha BSC. Vào ngày 18 tháng 10, anh ghi bàn thắng đầu tiên tại Champions League cho câu lạc bộ và là bàn thắng thứ ba của anh tại giải đấu này trong chiến thắng 3–0 trước Celtic. Hummels bị chấn thương cơ khép tại trại huấn luyện của Bayern ở Doha trong kỳ nghỉ đông khiến anh phải bỏ lỡ trận đấu trở lại giữa mùa giải 2017–18 với Bayer 04 Leverkusen. Vào ngày 2 tháng 2, Hummels đã chơi trận đầu tiên trong năm sau khi bình phục chấn thương trong chiến thắng 2–0 trước Mainz 05. Vào ngày 31 tháng 3, anh có trận đấu thứ 50 tại giải đấu cho Bayern Munich trong chiến thắng 6–0 trước Borussia Dortmund. Vào ngày 28 tháng 4, Hummels lần đầu tiên làm đội trưởng trong chiến thắng 4–1 trước Eintracht Frankfurt. Hummels kết thúc mùa giải 2017–18 với ba bàn thắng trong 41 trận đấu.

#### Mùa giải 2018–19
Hummels bắt đầu mùa giải 2018–19 bằng việc ra sân ngay từ đầu trong trận Siêu cúp Đức, giải đấu mà Bayern đã giành chiến thắng 5–0 trước Eintracht Frankfurt.
Hummels đã có một giai đoạn khó khăn vào giữa mùa giải khi anh mất vị trí xuất phát trong một số trận đấu vào tay Niklas Süle. Hummels đã bị chỉ trích vì những bình luận của mình sau trận thua 3–2 trước Dortmund vào ngày 10 tháng 11 năm 2018. Hummels đổ lỗi cho màn trình diễn kém cỏi của mình là do anh bị ốm. Anh cho biết rằng anh bị mờ mắt trước trận đấu nhưng anh vẫn quyết định chơi trận đấu. Hummels đã phải bị thay ra trong hiệp hai vì màn trình diễn kém cỏi của mình.
Vào ngày 2 tháng 10 năm 2018, anh ghi bàn thắng thứ hai cho Bayern Munich tại UEFA Champions League và là bàn thắng thứ tư của anh tại toàn bộ giải đấu, vào lưới Ajax bằng một cú đánh đầu ngay tại vòng bảng.
Vào ngày 18 tháng 5 năm 2019, Hummels đã giành được danh hiệu Bundesliga thứ năm khi Bayern kết thúc mùa giải với 78 điểm, hơn Dortmund hai điểm. Một tuần sau, Hummels đã giành được DFB-Pokal thứ hai khi Bayern đánh bại RB Leipzig với tỷ số 3–0 trong trận chung kết Cúp bóng đá Đức 2019.
Hummels kết thúc mùa giải 2018–19 của anh với hai bàn thắng trong 33 trận đấu.

### Trở lại Dortmund
Vào ngày 19 tháng 6 năm 2019, Bayern Munich đã đạt được thỏa thuận với Borussia Dortmund rằng Hummels, 30 tuổi, anh sẽ trở lại câu lạc bộ cũ của mình. Đội của anh tiếp tục giành chiến thắng tại DFL-Supercup 2019 với tỷ số 2–0 trước Bayern Munich – mặc dù anh không được ra sân trong trận đấu đó. Anh ấy đã giành được danh hiệu đầu tiên sau khi trở lại bằng cách giành được danh hiêự Cúp bóng đá Đức 2020–21 sau chiến thắng 4–1 trước RB Leipzig trong trận chung kết. Vào ngày 19 tháng 2 năm 2023, anh đã ra sân trong trận đấu thứ 454 của mình trong chiến thắng 4–1 trước Hertha BSC, trở thành cầu thủ có số lần ra sân nhiều thứ hai tại câu lạc bộ hơn Roman Weidenfeller, chỉ sau Michael Zorc với 572 trận đấu. Cuối năm đó, vào ngày 24 tháng 5, anh đã gia hạn hợp đồng với câu lạc bộ đến năm 2024. Hummels gần như đã giành được chức vô địch Đức thứ ba của mình với Borussia Dortmund - và chức vô địch Đức thứ sáu của anh ấy nói chung, nhưng khi chỉ hòa ở trận đấu cuối cùng của Bundesliga 2022–23 với tỷ số 2–2 trước Mainz. Bayern Munich sau đó đã giành chức vô địch giải đấu với hiệu số bàn thắng bại sau bàn thắng quyết định vào phút cuối của Jamal Musiala trước Köln.
Vào ngày 10 tháng 4 năm 2024, Hummels đã chơi trận thứ 500 cho Borussia Dortmund trên mọi đấu trường gặp Atlético Madrid trong vòng tứ kết Champions League. Một tuần sau, anh kiến tạo cho Julian Brandt ghi bàn trong trận lượt về với Atlético Madrid để cân bằng tỷ số chung cuộc. Một tháng sau, vào ngày 7 tháng 5, anh ghi bàn thắng duy nhất và là bàn thắng thứ năm của anh tại Champions League trong sự nghiệp bằng một cú đánh đầu trong chiến thắng 1–0 trên sân khách trước Paris Saint-Germain ở trận bán kết lượt về Champions League, trở thành cầu thủ người Đức lớn tuổi nhất, 35 tuổi và 143 ngày, ghi bàn ở vòng loại trực tiếp của giải đấu, và đảm bảo suất vào chung kết của câu lạc bộ anh lần thứ ba trong lịch sử. Hummels cũng đã được trao giải thưởng cầu thủ xuất sắc nhất trận trong cả hai trận đấu với PSG. Sau đó, câu lạc bộ của anh đã thua 0–2 trước Real Madrid trong trận chung kết tại Wembley. Tuy nhiên, anh đã trở thành cầu thủ thứ hai thực hiện được hơn 50 pha tắc bóng trong một mùa giải duy nhất, sau Lúcio vào mùa giải 2009–10. Anh ấy đã giành giải thưởng cầu thủ xuất sắc nhất trận đấu ba lần trong mùa giải đó, sau chiến thắng 3–1 trước Milan ở vòng bảng cũng như hai lần ở bán kết trước PSG (tổng tỷ số 2–0) trở thành cầu thủ có nhiều giải thưởng MOTM nhất trong mùa giải UEFA Champions League 2023–24. Cuối cùng, anh ấy đã được vinh danh trong Đội hình tiêu biểu của mùa giải trong giải đấu đó, thường xuyên chơi cùng với các người đồng đội Nico Schlotterbeck và cựu đồng đội ở Bayern Niklas Süle trong suốt mùa giải.
Hummels kết thúc mùa giải của mình bằng việc ghi bốn bàn thắng (bao gồm một cú đúp vào lưới Freiburg) và giành vị trí thứ năm tại Bundesliga cùng câu lạc bộ của mình. Nhờ chiến thắng 2–0 trên sân khách trước Bayern Munich trong đó anh đóng vai trò quan trọng giúp câu lạc bộ của anh đã có một bước tiến quan trọng để đảm bảo cho mình một suất tham dự UEFA Champions League cho mùa giải tiếp theo, suất này dù sao cũng sẽ được đảm bảo vào cuối mùa giải đó bằng cách lọt vào trận chung kết của giải đấu.
Trận đấu chính thức cuối cùng của anh trên sân nhà là chiến thắng 4–0 trước Darmstadt vào ngày thi đấu cuối cùng của mùa giải Bundesliga 2023–24. Vài tuần sau, vào ngày 14 tháng 6, thông báo anh sẽ rời câu lạc bộ đã được công bố.
Vào tháng 9 năm 2024, Hummels tham gia trận đấu huyền thoại của Borussia Dortmund, nơi anh đã chơi và nói lời chia tay câu lạc bộ.

### Roma
Vào ngày 4 tháng 9 năm 2024, Hummels rời Đức lần đầu tiên trong sự nghiệp và ký hợp đồng với câu lạc bộ nước Ý là Roma với tư cách là cầu thủ tự do theo hợp đồng có thời hạn một năm. Vào ngày 27 tháng 10, anh ra mắt với tư cách là cầu thủ dự bị, ghi một bàn phản lưới nhà trong trận thua 5–1 trên sân khách trước Fiorentina.
Hummels bắt đầu trận đấu đầu tiên cho Roma tại vòng đấu thứ năm của UEFA Europa League vào ngày 28 tháng 11 trong trận hòa 2–2 trên sân khách với Tottenham Hotspur, trong trận đấu đó anh cũng ghi bàn thắng đầu tiên cho Roma ở thời gian bù giờ để giành lấy một điểm cho đội bóng của mình.
Vào ngày 4 tháng 4 năm 2025, Hummels tuyên bố anh sẽ giải nghệ vào cuối mùa giải 2024–25.

## Sự nghiệp quốc tế

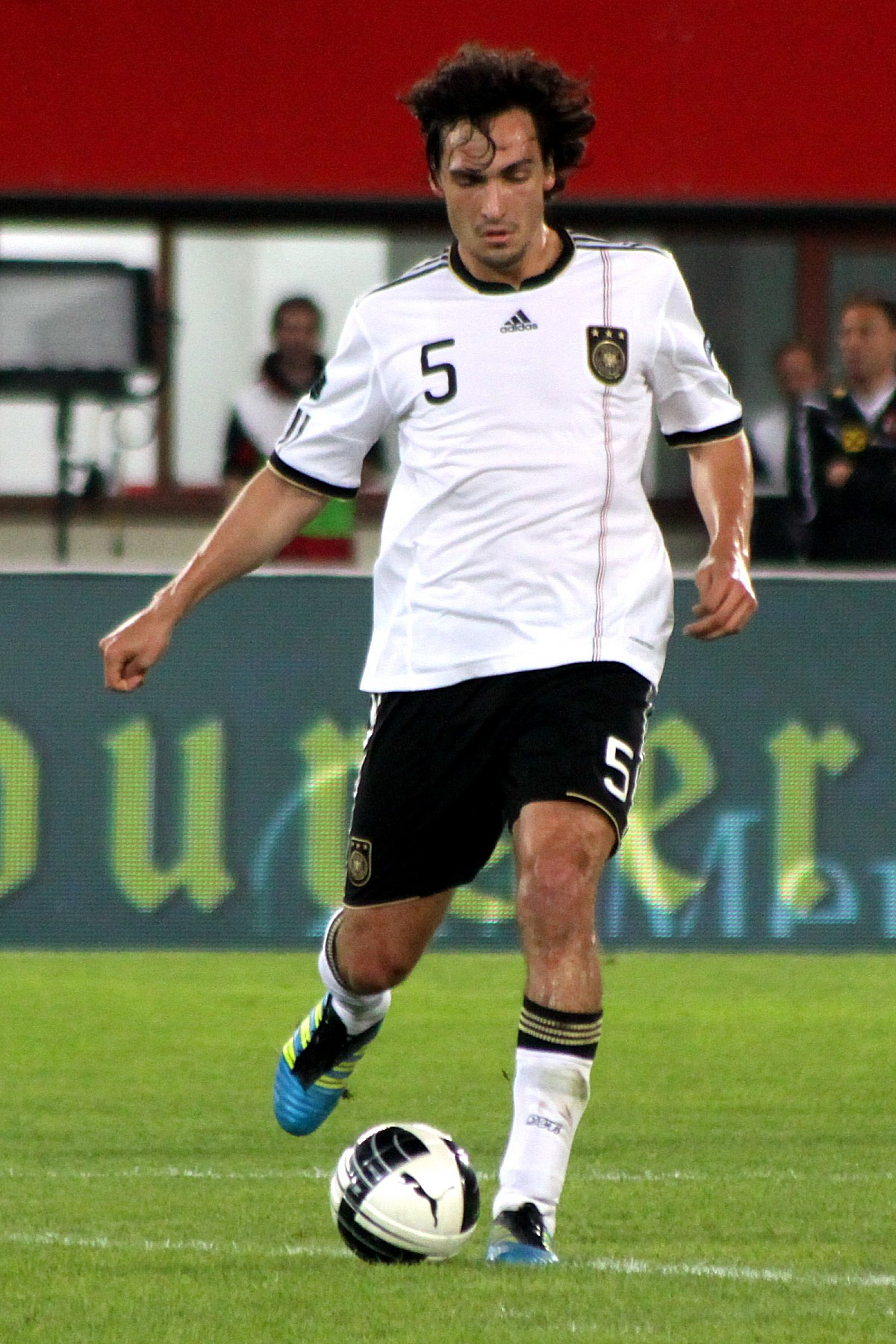
Hummels chơi cho Đức năm 2011

Hummels được đội tuyển quốc gia U-21 Đức triệu tập tham dự Giải vô địch bóng đá U-21 châu Âu năm 2009; sau khi chỉ có thời gian thi đấu tối thiểu trong bốn trận đầu tiên, anh bắt đầu chơi ở vị trí tiền vệ phòng ngự trong trận chung kết, giành chiến thắng 4–0 trước Anh.
Anh đã ra mắt đội tuyển quốc gia trong một trận đấu giao hữu với Malta vào ngày 13 tháng 5 năm 2010 tại Aachen. Anh ấy vào sân thay người ở phút thứ 46 cho Serdar Tasci, tham gia vào chiến thắng 3–0 tại New Tivoli. Joachim Löw vẫn không xem xét anh trong đội hình cuối cùng cho FIFA World Cup 2010 tại Nam Phi. Vào ngày 26 tháng 5 năm 2012, anh đã ghi bàn thắng quốc tế đầu tiên của mình khi anh đánh đầu từ một quả đá phạt của Mesut Özil, mặc dù trong trận thua giao hữu 5–3 trước Thụy Sĩ tại St. Jakob-Park.
Hummels có mặt trong đội hình xuất phát cho trận mở màn UEFA Euro 2012 của Đức gặp Bồ Đào Nha và giúp họ giành chiến thắng 1–0. Hummels tiếp tục chơi trọn vẹn 450 phút trong chiến dịch Euro của Đức, cùng với các đồng đội Philipp Lahm, Sami Khedira, Bastian Schweinsteiger, Holger Badstuber và Manuel Neuer. Đội của anh đã để thua ở bán kết với tỷ số 1–2 trước Ý.

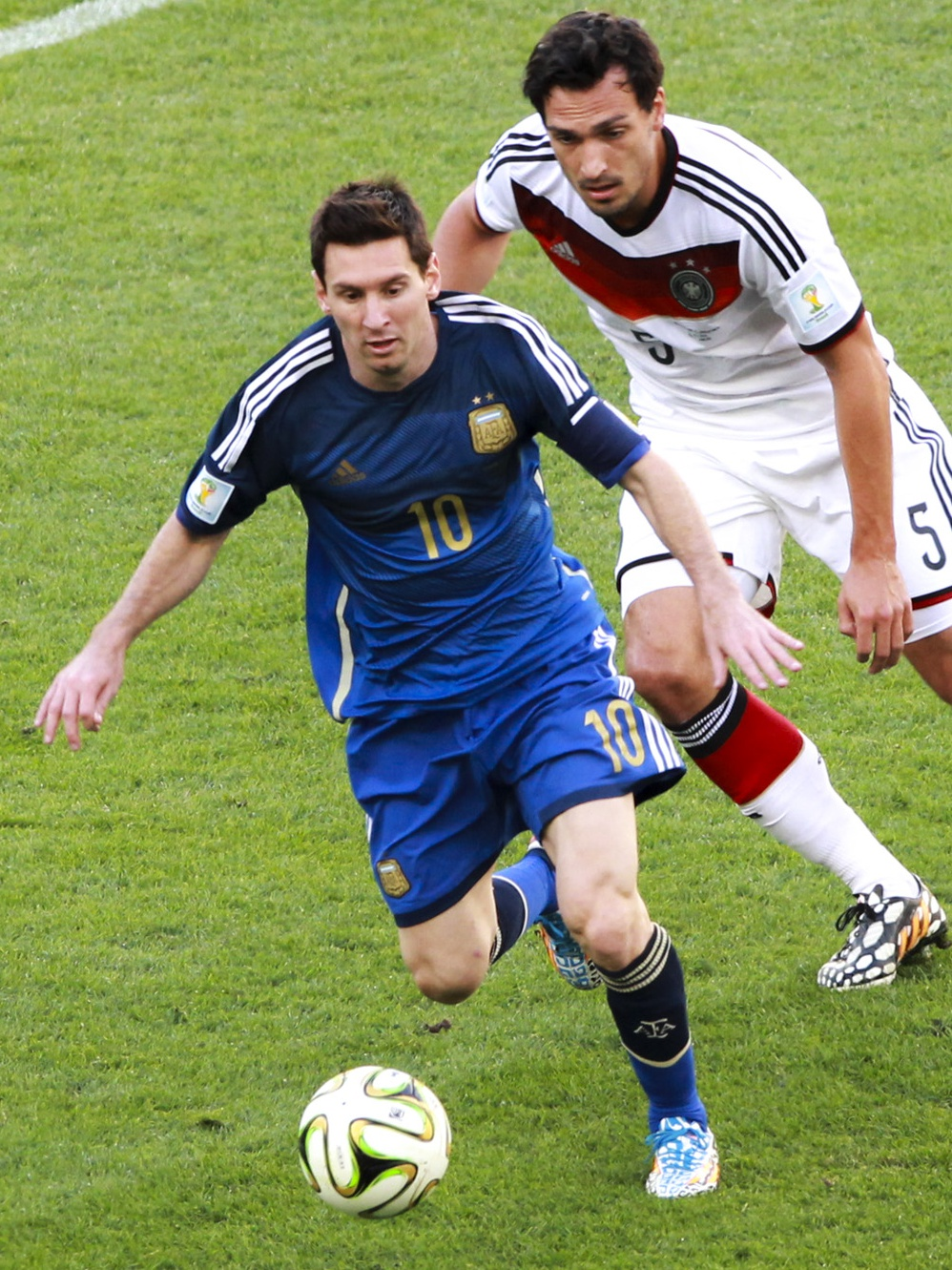
Lionel Messi của Argentina (áo xanh) tranh bóng với Hummels trong trận chung kết FIFA World Cup 2014.

Hummels ghi bàn thắng thứ hai trong chiến thắng 4–0 của Đức trước Bồ Đào Nha trong trận đấu đầu tiên của họ tại FIFA World Cup 2014 vào ngày 16 tháng 6, anh đánh đầu từ quả phạt góc của Toni Kroos. Sau khi vắng mặt trong trận đấu vòng 16 đội do bị ốm, Hummels đã trở lại đội cho trận đấu tứ kết gặp Pháp, nơi anh ghi bàn thắng quyết định trong chiến thắng 1–0 tại Sân vận động Maracanã, một lần nữa đánh đầu từ cú đá phạt góc của Toni Kroos. Ở vòng bán kết, anh là một phần của chiến thắng huyền thoại 7–1 trước Brazil cũng như giành chiến thắng 1–0 trước Argentina trong trận chung kết để giúp Đức giành chức vô địch World Cup lần thứ tư. Anh được nêu tên trong danh sách rút gọn 10 người cho giải thưởng quả bóng vàng của FIFA dành cho cầu thủ xuất sắc nhất giải đấu. Anh cũng là một phần của đội tuyển trong giải đấu cùng với người đồng đội của mình là Jérôme Boateng.
Trong chiến dịch UEFA Euro 2016 tại Pháp, Hummels là một phần của đội hình xuất phát trong mọi trận đấu mà anh ấy đã chơi. Sau khi đứng đầu vòng bảng, đội của anh ấy sẽ tiếp tục giành chiến thắng trước Slovenia ở vòng 16 đội cũng như Ý ở tứ kết, trong đó Hummels đã ghi bàn thắng từ chấm phạt đền trong loạt sút luân lưu. Hummel đã bỏ lỡ trận bán kết với Pháp do bị treo giò vì thẻ vàng, dẫn đến trận thua 0–2 cho Đức.
Vào ngày 10 tháng 11 năm 2017, Hummels đeo băng đội trưởng đội tuyển Đức lần đầu tiên trong trận hòa 0–0 với Anh tại Sân vận động Wembley.
Hummels được điền tên vào danh sách 23 cầu thủ cuối cùng của đội tuyển Đức tham dự FIFA World Cup 2018. Vào ngày 23 tháng 6, anh đã bỏ lỡ trận đấu vòng bảng thứ hai của giải đấu do một chấn thương nhẹ mặc dù đội của anh đã giành chiến thắng với tỷ số 2–1 trước Thụy Điển. Anh trở lại đội tuyển cho trận đấu cuối cùng của vòng bảng với Hàn Quốc vào ngày 27 tháng 6, nhưng đã bỏ lỡ một số cơ hội từ những pha đánh đầu sau khi di chuyển lên phía trước trong hiệp hai trong những nỗ lực ghi bàn không thành của Đức; cuối cùng họ đã bị đánh bại 2–0 và bị loại khỏi giải đấu lần đầu tiên trong lịch sử.
Vào ngày 5 tháng 3 năm 2019, huấn luyện viên đội tuyển quốc gia Joachim Löw xác nhận rằng ông sẽ lên kế hoạch mà không có Hummels trong tương lai gần, cùng với các đồng đội ở câu lạc bộ là Jérôme Boateng và Thomas Müller. Vào ngày 19 tháng 5 năm 2021, Hummels, cùng với Müller, được đưa vào đội hình 26 người của Đức cho UEFA Euro 2020 dưới sự dẫn dắt của cùng một huấn luyện viên. Trong trận đấu đầu tiên của mình tại Euro 2020, Hummels đã ghi một bàn phản lưới nhà giúp Pháp giành chiến thắng 1–0, đây là bàn phản lưới nhà đầu tiên của Đức tại giải đấu này và là bàn phản lưới nhà đầu tiên tại một giải đấu lớn kể từ bàn phản lưới nhà của Berti Vogts tại FIFA World Cup 1978.
Hummels không có tên trong danh sách 26 cầu thủ của đội tuyển Đức do Hansi Flick triệu tập tham dự FIFA World Cup 2022 tại Qatar.
Trong mùa giải 2023–24, Julian Nagelsmann đã triệu tập Hummels lần đầu tiên sau hai năm. Khi trở lại, Hummels đã giành chiến thắng 3–1 trong một trận đấu trên sân khách trước đội tuyển quốc gia Hoa Kỳ. Trận đấu cuối cùng của anh cho đội tuyển quốc gia vẫn là trận thua 2–0 trên sân khách trước Áo vào tháng 11 năm 2023.
Bất chấp màn trình diễn xuất sắc tại Champions League, Nagelsmann đã không triệu tập Hummels vào đội hình 26 cầu thủ của Đức tham dự UEFA Euro 2024 được tổ chức trên sân nhà.

## Phong cách chơi bóng
Được coi là một trong những hậu vệ giỏi nhất thế giới, Hummels là một cầu thủ với một thân hình to lớn, ổn định và khỏe mạnh về mặt thể chất, nổi tiếng với khả năng tắc bóng mạnh mẽ và sức mạnh trên không, cũng như khả năng chọn vị trí, khả năng đọc trận đấu và chặn bóng lỏng lẻo, điều này cho phép anh ta bù đắp cho tốc độ chậm chạp của mình. Là một trung vệ có kỹ thuật điêu luyện và chiến thuật linh hoạt, anh cũng có khả năng chơi ở vị trí hậu vệ quét, hoặc thậm chí là tiền vệ phòng ngự; Sự điềm tĩnh, thanh lịch, khả năng chơi bóng và sự tự tin khi cầm bóng đã khiến anh được so sánh với người đồng hương Franz Beckenbauer. Hummels có khả năng chơi được cả hàng phòng ngự ba hoặc bốn hậu vệ. Ngoài khả năng phòng thủ, Hummels còn thể hiện vai trò lãnh đạo khi là đội trưởng của Borussia Dortmund. Tuy nhiên, bất chấp khả năng của mình, anh đã phải vật lộn với chấn thương trong suốt sự nghiệp của mình.

## Cuộc sống cá nhân

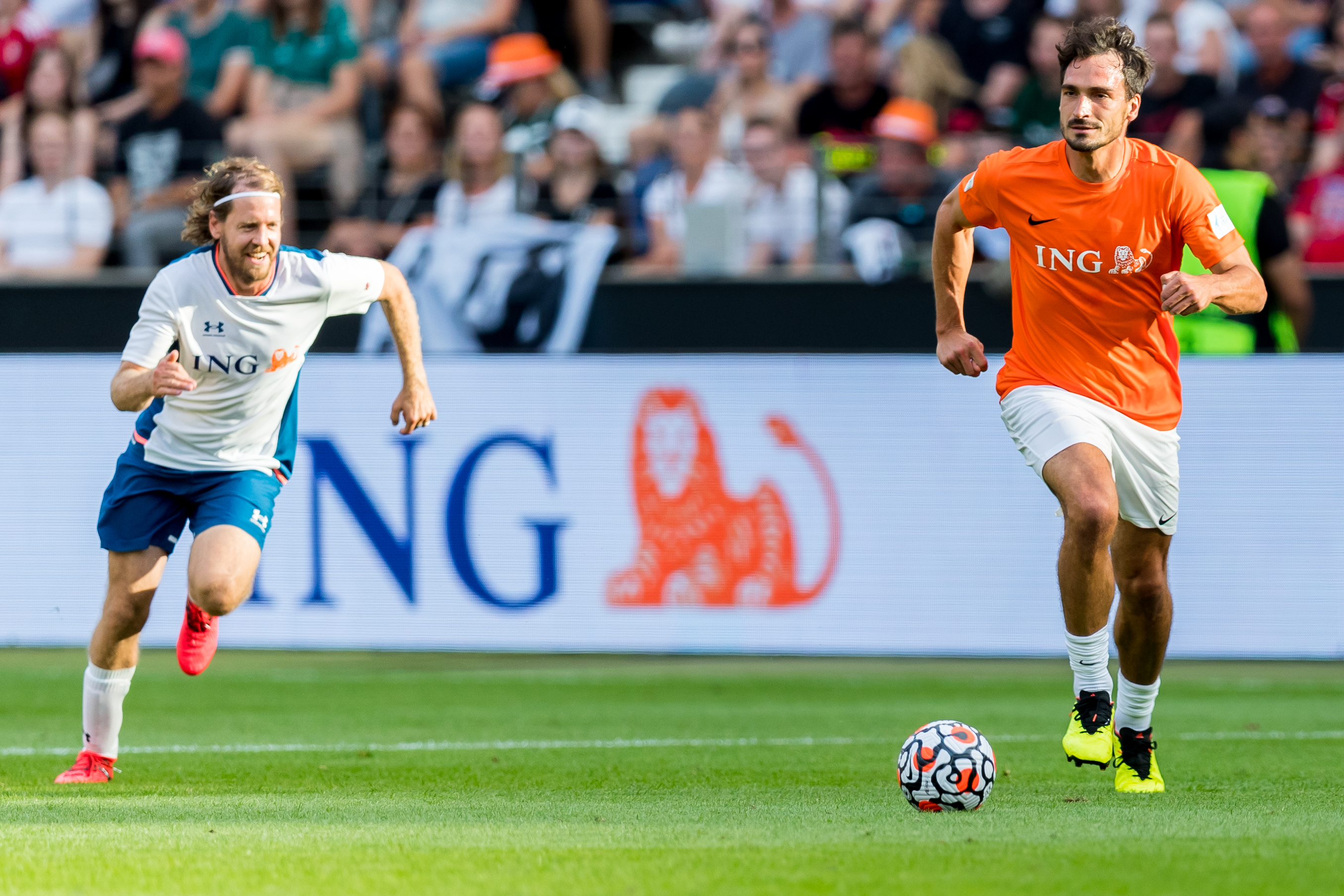
Hummels (phải) và tay đua xe Công thức 1 Sebastian Vettel trong một trận bóng đá từ thiện năm 2022

Hummels sinh ra ở Bergisch Gladbach, Bắc Rhine-Westphalia. Cha của anh, Hermann Hummels, là một cầu thủ bóng đá chuyên nghiệp và là một huấn luyện viên. Mẹ của anh, Ulla Holthoff, là một cầu thủ bóng nước chuyên nghiệp. Cha của anh làm việc với tư cách là điều phối viên trẻ tại Bayern Munich cho đến khi ông được thay thế bởi Stephan Beckenbauer, con trai của Franz Beckenbauer, vào ngày 30 tháng 3 năm 2012. Em trai của anh Jonas đã giải nghệ ở tuổi 25 vào năm 2016 vì chấn thương.
Vợ cũ của anh, Cathy Fischer, đã được vinh danh là WAG của Đức năm 2013. Fischer và Hummels kết hôn vào tháng 6 năm 2015. Cặp đôi có một cậu con trai sinh năm 2018. Cuộc ly hôn của họ được hoàn tất vào tháng 12 năm 2022. Từ cuối năm 2023, Hummels đã hẹn hò với người mẫu Đức Nicola Cavanis.
Vào tháng 8 năm 2017, anh tham gia dự án Common Goal (một sáng kiến của Juan Mata), là cầu thủ bóng đá thứ hai quyên góp 1% tiền lương của mình vào một quỹ chung nhằm hỗ trợ các tổ chức bóng đá như một công cụ tạo ra sự phát triển xã hội bền vững trên toàn thế giới.

## Thống kê sự nghiệp

### Câu lạc bộ
| Câu lạc bộ               | Mùa giải            | Giải đấu            | Giải đấu | Giải đấu | Cúp quốc gia | Cúp quốc gia | Châu Âu | Châu Âu | Khác | Khác | Tổng cộng | Tổng cộng |
| Câu lạc bộ               | Mùa giải            | Hạng đấu            | Trận     | Bàn      | Trận         | Bàn          | Trận    | Bàn     | Trận | Bàn  | Trận      | Bàn       |
| ------------------------ | ------------------- | ------------------- | -------- | -------- | ------------ | ------------ | ------- | ------- | ---- | ---- | --------- | --------- |
| Bayern Munich II         | 2005–06             | Regionalliga Süd    | 1        | 0        | —            | —            | —       | —       | —    | —    | 1         | 0         |
| Bayern Munich II         | 2006–07             | Regionalliga Süd    | 31       | 2        | —            | —            | —       | —       | —    | —    | 31        | 2         |
| Bayern Munich II         | 2007–08             | Regionalliga Süd    | 10       | 3        | —            | —            | —       | —       | —    | —    | 10        | 3         |
| Bayern Munich II         | Tổng cộng           | Tổng cộng           | 42       | 5        | —            | —            | —       | —       | —    | —    | 42        | 5         |
| Bayern Munich            | 2006–07             | Bundesliga          | 1        | 0        | 0            | 0            | 0       | 0       | 1    | 0    | 2         | 0         |
| Borussia Dortmund (mượn) | 2007–08             | Bundesliga          | 13       | 1        | 3            | 0            | —       | —       | —    | —    | 16        | 1         |
| Borussia Dortmund        | 2008–09             | Bundesliga          | 12       | 0        | 1            | 0            | 1       | 0       | —    | —    | 14        | 0         |
| Borussia Dortmund        | 2009–10             | Bundesliga          | 30       | 5        | 3            | 0            | —       | —       | —    | —    | 33        | 5         |
| Borussia Dortmund        | 2010–11             | Bundesliga          | 32       | 5        | 2            | 0            | 8       | 1       | —    | —    | 42        | 6         |
| Borussia Dortmund        | 2011–12             | Bundesliga          | 33       | 1        | 6            | 1            | 6       | 1       | 1    | 0    | 46        | 3         |
| Borussia Dortmund        | 2012–13             | Bundesliga          | 28       | 1        | 2            | 1            | 11      | 1       | 1    | 0    | 42        | 3         |
| Borussia Dortmund        | 2013–14             | Bundesliga          | 23       | 2        | 4            | 0            | 6       | 0       | 1    | 0    | 34        | 2         |
| Borussia Dortmund        | 2014–15             | Bundesliga          | 24       | 2        | 4            | 0            | 4       | 0       | —    | —    | 32        | 2         |
| Borussia Dortmund        | 2015–16             | Bundesliga          | 30       | 2        | 6            | 0            | 14      | 1       | —    | —    | 50        | 3         |
| Borussia Dortmund        | Tổng cộng           | Tổng cộng           | 225      | 18       | 31           | 2            | 50      | 4       | 3    | 0    | 309       | 24        |
| Bayern Munich            | 2016–17             | Bundesliga          | 27       | 1        | 5            | 2            | 9       | 0       | 1    | 0    | 42        | 3         |
| Bayern Munich            | 2017–18             | Bundesliga          | 26       | 1        | 5            | 1            | 9       | 1       | 1    | 0    | 41        | 3         |
| Bayern Munich            | 2018–19             | Bundesliga          | 21       | 1        | 5            | 0            | 6       | 1       | 1    | 0    | 33        | 2         |
| Bayern Munich            | Tổng cộng           | Tổng cộng           | 74       | 3        | 15           | 3            | 24      | 2       | 3    | 0    | 116       | 8         |
| Borussia Dortmund        | 2019–20             | Bundesliga          | 31       | 1        | 2            | 0            | 8       | 0       | 0    | 0    | 41        | 1         |
| Borussia Dortmund        | 2020–21             | Bundesliga          | 33       | 5        | 5            | 1            | 9       | 0       | 1    | 0    | 48        | 6         |
| Borussia Dortmund        | 2021–22             | Bundesliga          | 23       | 1        | 2            | 0            | 7       | 0       | 0    | 0    | 32        | 1         |
| Borussia Dortmund        | 2022–23             | Bundesliga          | 30       | 1        | 4            | 0            | 4       | 0       | —    | —    | 38        | 1         |
| Borussia Dortmund        | 2023–24             | Bundesliga          | 25       | 3        | 2            | 0            | 13      | 1       | —    | —    | 40        | 4         |
| Borussia Dortmund        | Tổng cộng           | Tổng cộng           | 142      | 11       | 15           | 1            | 41      | 1       | 1    | 0    | 199       | 13        |
| Roma                     | 2024–25             | Serie A             | 14       | 0        | 1            | 0            | 5       | 1       | —    | —    | 20        | 1         |
| Tổng cộng sự nghiệp      | Tổng cộng sự nghiệp | Tổng cộng sự nghiệp | 498      | 38       | 62           | 6            | 120     | 8       | 8    | 0    | 688       | 52        |

1. ↑  Bao gồm DFB-Pokal, Coppa Italia
2. ↑  Ra sân tại DFL-Ligapokal
3. 1 2 3 4  Số lần ra sân tại UEFA Europa League
4. 1 2 3 4 5 6 7 8 9 10 11  Số lần ra sân tại UEFA Champions League
5. 1 2 3 4 5 6 7  Ra sân tại DFL-Supercup
6. ↑  Năm lần ra sân tại UEFA Champions League, hai lần ra sân tại UEFA Europa League

### Đội tuyển quốc gia
| Đội tuyển quốc gia | Năm       | Trận | Bàn |
| ------------------ | --------- | ---- | --- |
| Đức                |           |      |     |
| 2010               | 2         | 0    |     |
| 2018               | 8         | 0    |     |
| 2019               | 0         | 0    |     |
| 2020               | 0         | 0    |     |
| 2021               | 6         | 0    |     |
| 2022               | 0         | 0    |     |
| 2023               | 2         | 0    |     |
| Tổng cộng          | Tổng cộng | 78   | 5   |

Tính đến 29 tháng 6 năm 2021. Tỷ số của Đức được liệt kê đầu tiên, cột tỷ số hiển thị tỷ số sau mỗi bàn thắng của Hummels.
| No. | Ngày                 | Địa điểm                                                 | Lần ra sân | Đối thủ    | Bàn thắng | Kết quả | Giải đấu                      |
| --- | -------------------- | -------------------------------------------------------- | ---------- | ---------- | --------- | ------- | ----------------------------- |
| 1   | 26 tháng 5 năm 2012  | St. Jakob-Park, Basel, Thụy Sĩ                           | 14         | Thụy Sĩ    | 1–2       | 3–5     | Giao hữu                      |
| 2   | 15 tháng 11 năm 2013 | San Siro, Milan, Ý                                       | 27         | Ý          | 1–0       | 1–1     | Giao hữu                      |
| 3   | 16 tháng 6 năm 2014  | Sân vận động Itaipava Arena Fonte Nova, Salvador, Brazil | 31         | Bồ Đào Nha | 2–0       | 4–0     | FIFA World Cup 2014           |
| 4   | 4 tháng 7 năm 2014   | Sân vận động Maracanã, Rio de Janeiro, Brazil            | 34         | Pháp       | 1–0       | 1–0     | FIFA World Cup 2014           |
| 5   | 1 tháng 9 năm 2017   | Eden Arena, Prague, Cộng hòa Séc                         | 58         | Séc        | 2–1       | 2–1     | Vòng loại FIFA World Cup 2018 |

## Danh hiệu
Borussia Dortmund
- Bundesliga: 2010–11, 2011–12
- DFB-Pokal: 2011–12, 2020–21
- DFL-Supercup: 2013, 2014, 2019

Bayern München
- Bundesliga: 2016–17, 2017–18, 2018–19
- DFB-Pokal: 2018–19
- DFL-Supercup: 2016, 2017, 2018

U-21 Đức
- Giải vô địch bóng đá U-21 châu Âu: 2009

Đức
- FIFA World Cup: 2014

Cá nhân
- Đội hình xuất sắc nhất năm của ESM: 2010–11, 2011–12[107][108]
- FIFA World Cup All-Star: 2014[109]
- Đội hình trong mơ FIFA World Cup: 2014[110]
- Castrol Performance Index: FIFA World Cup 2014 (Top 11)[111]
- Đội hình xuất sắc nhất năm của UEFA Europa League: 2015–16[112]
- Đội hình xuất sắc nhất mùa giải của Bundesliga bởi kicker: 2009–10, 2010–11, 2011–12, 2013–14,[113] 2015–16,[114] 2017–18,[115] 2019–20[116]
- Đội hình xuất sắc nhất mùa giải của Bundesliga: 2012–13, 2013–14, 2015–16, 2016–17, 2017–18, 2020–21[117][118][119][120][121][122]
- Đội hình xuất sắc nhất mùa giải của UEFA Champions League: 2023–24[51]
- Ballon d'Or: 2017 (thứ 27), 2024 (thứ 29)